# Mississippinidae
Mississippinidae es una familia de foraminíferos bentónicos de la superfamilia Discorboidea, del suborden Rotaliina y del orden Rotaliida. Su rango cronoestratigráfico abarca desde el Ypresiense (Eoceno inferior) hasta la Actualidad.

## Clasificación
Mississippinidae incluye a las siguientes subfamilias y géneros:
- Subfamilia Stomatorbininae
  - Schlosserina †
  - Stomatorbina
- Subfamilia Mississippininae
  - Mississippina

Otro género considerado en Mississippinidae es:
- Sistanites de la subfamilia Stomatorbininae, de posición taxonómica incierta